# Березово (Суворовский район)
Березово — село в Суворовском районе Тульской области России. 
В рамках административно-территориального устройства является центром Берёзовской сельской территории Суворовского района, в рамках организации местного самоуправления входит в Юго-Восточное сельское поселение.

## География
Расположено на реке Берёзовка, в 81 км к западу от центра города Тулы и в 9 км к юго-западу от города Суворов.

## Население
| 2002 | 2010 |
| ---- | ---- |
| 375  | ↘281 |